# Medisterpølse

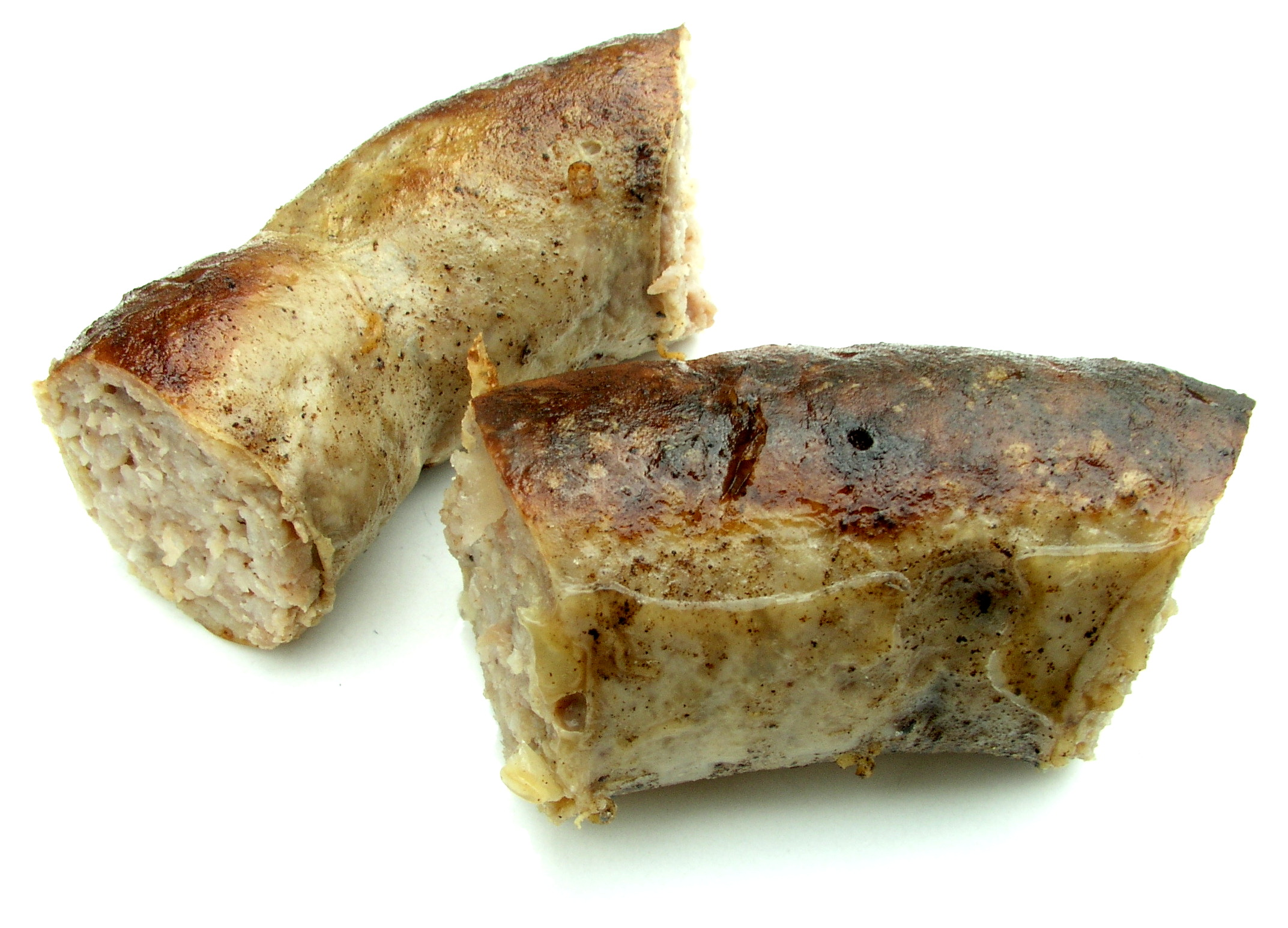
Salchicha medister frita, cortada de trozo de unos 5 cm de largo.

El medisterpølse o simplemente medister es una especialidad culinaria danesa consistente en una salchicha gruesa y especiada hecha con cerdo picado embutido en intestino de cerdo.
El término procede de una combinación de met e ister, respectivamente ‘cerdo’ y ‘sebo’. Fue usado por primera vez en un libro doméstico sueco a principios del siglo XVI. La salchicha ha cambiado desde entonces; por ejemplo, el relleno de carne usado tenía que cortarse a mano, mientras actualmente se pica finamente a máquina, dándole al medister una textura diferente.
Se elabora en una pieza larga y luego se corta en trozos antes de servir. En contraste con otros muchos tipos de salchicha, se cocina o fría por primera vez al final de su preparación, por lo que debe guardarse en el frigorífico si se desea almacenarlo durante mucho tiempo. Las especias normalmente usadas son la pimienta de Jamaica, el clavo, la sal y la pimienta negra.